# Zhu Lin (badminton)
Ne pas confondre avec Zhu Lin, joueuse de tennis.
Pour les articles homonymes, voir Zhu et Zhu Lin (homonymie).
Dans ce nom chinois, le nom de famille, Zhu, précède le nom personnel.
Zhu Lin (en chinois 朱琳 ; en pinyin Zhū Lín ; née le 29 octobre 1984 à Shanghai) est une joueuse de badminton de République populaire de Chine.

## Carrière

### 2006
En 2006, elle gagna l'Indonesia Open et le Thailand Open, et elle a fini l'année en 6e position selon le classement de la fédération internationale de badminton,.

### 2007
Zhu commence l'année en gagnant l'open de Malaisie, le premier de la BWF Super Series. Plusieurs mois plus tard, elle devient la championne du monde en simple dames en battant Wang Chen lors de la finale du championnat du monde.